# Santino Marella
Santino Marella (n. 14 martie 1974, Mississauga⁠(d), Ontario, Canada) este un fost luptător , care și-a început cariera în RAW în anul 2000 , acesta a luptat cu diverși luptători precum , John Cena , Batista , Kane , The Miz , etc . Acesta și-a încheiat cariera în anul 2014 , după ce a anunțat că se retrage .

## Legături externe
- Profilul lui Santino Marella pe WWE.com
- Site web oficial
- Anthony Carelli la Internet Movie Database
- Anthony Carelli at TV.com Arhivat în 20 mai 2019, la Wayback Machine.